# Martha Miraglia
Martha Miraglia Martins  (Belo Horizonte, 24 de setembro de 1938) é ex-voleibolista brasileira, que  atuou no voleibol mineiro e serviu à Seleção Brasileira de Voleibol Feminino, conquistando títulos importantes. Além do voleibol, competiu oficialmente no basquete e no atletismo.

## Carreira
Esta mineira iniciou suas atividades no Minas Tênis Clube em 1951, cujo técnico era o  Adolfo Guilherme e transferiu-se depois para o Atlético-MG. conquistou o título do Campeonato Brasileiro de Voleibol. Foi considerada umas das melhores atletas do Brasil, atuava como atacante chegando a Seleção Brasileira de Voleibol Feminino, competiu vestindo a camisa 13 e conquistou a medalha de ouro Campeonato Sul-Americano de Voleibol Feminino  e Jogos Pan-americanos.
Além do voleibol, Martha possui títulos no basquetebol e no atletismo. Era de uma época que havia discriminação com as mulheres praticantes de esportes, pois, tinham de viajar acompanhadas sempre para competir fora da cidade. Foi a primeira mineira a ganhar medalha de ouro em Jogos Pan-Americanos. Sua família era formada por atletas, com irmão participando de olimpíada, pai campeão no tiro, outro irmão atleta do Minas Tênis Clube e uma irmã também voleibolista.
Com 13 anos já iniciava no voleibol e com 14 anos integrou a seleção mineira adulta. Aos 15 anos foi convocada para a seleção brasileira adulta e já era capitã com apenas 18 anos. Em meados de 1953 participava de competições estaduais de atletismo, sobressaindo nas provas de arremesso do peso, lançamento do disco, lançamento do dardo e de revezamento. Compôs também a equipe da FUME e a Seleção Brasileira de Atletismo, obtendo resultados de destaque nas provas de lançamentos. Formou-se em Educação Física em Belo Horizonte.
Decidiu parar com apenas 24 anos de idade para se casar e formar uma família. Casou-se com Ubaldo de Souza Martins e é mãe de Renata e Ana Paula, que lhe deram quatro netos: Vitória, Paula, Sofia e Davi. Atualmente continua frequentando o clube que desde os seis anos de idade faz parte de sua vida.
Disputou três edições do Campeonato Mundial, quatro Campeonatos Sul-Americanos de Vôlei e um Campeonato Sul-Americano de Atletismo (1961, arremesso do dardo) e Pan-Americano. Em 2007, com a passagem da tocha olímpica por Belo Horizonte, ela foi a responsável por acender a pira.

## Títulos e resultados
Campeonato Mundial de Voleibol Feminino
- 1956 - 11.º Lugar  (Rio de Janeiro,  Brasil)[10]
- 1960 - 5.º Lugar  (Rio de Janeiro,  Brasil)[11]
- 1962 - 8.º Lugar (Moscou,  Rússia)[12]